# Sladest
Sladest è un album di raccolta del gruppo rock inglese Slade, pubblicato nel 1973.

## Tracce
1. Cum on Feel the Noize
2. Look Wot You Dun
3. Gudbuy T'Jane
4. One Way Hotel
5. Skweeze Me Pleeze Me
6. Pouk Hill
7. The Shape of Things to Come
8. Take Me Bak 'Ome
9. Coz I Luv You
10. Wild Winds are Blowing
11. Know Who You Are
12. Get Down and Get With It
13. Look at Last Nite
14. Mama Weer All Crazee Now

## Formazione
- Noddy Holder - voce, chitarra
- Dave Hill - chitarra
- Jim Lea - basso, violino
- Don Powell - batteria